# Gunsmoke

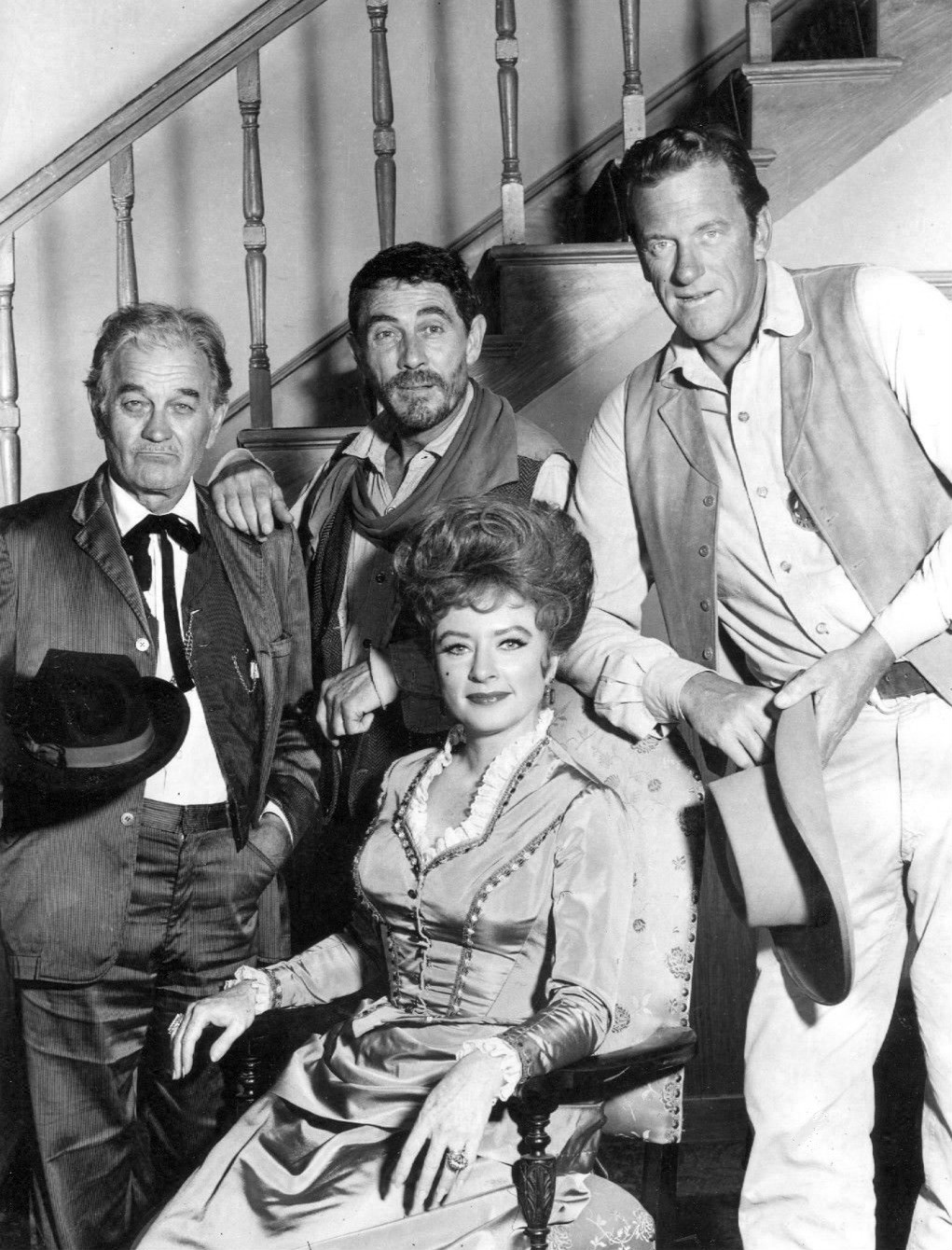
Cast van Gunsmoke (1957). Staand v.l.n.r. Milburn Stone als "Doc" Adams), Ken Curtis als Festus Hagen, James Arness als marshal Matt Dillon. Voor hen zit Amanda Blake als "Miss Kitty" Russel

Gunsmoke was een langlopende radio- en televisie-western die zich afspeelde in Dodge City, Kansas toen het Amerikaanse westen zich vormde.

## Radio
Het radioprogramma begon op 26 april 1952 en liep tot 18 juni 1961 bij CBS. In de serie speelden William Conrad als marshal Matt Dillon, Howard McNear als Doc Charles Adams, Georgia Ellis als Kitty Russell en Parley Baer als Deputy Chester Proudfoot. Docs voornaam en Chesters achternaam werden voor de televisieserie veranderd.

## Televisie
De televisieserie liep van 10 september 1955 tot 1 september 1975 bij CBS. Er werden in totaal 635 afleveringen uitgezonden. De serie was enige tijd de langstlopende serie met steeds dezelfde personages op primetime-televisie in de Verenigde Staten.
James Arness speelde marshal Matt Dillon tijdens de 20-jarige looptijd, de langste ononderbroken periode dat een acteur dezelfde rol in hetzelfde programma op primetime had gespeeld.
(Kelsey Grammer heeft sindsdien een rolspeelrecord geplaatst als Frasier Crane, maar deze rol speelde zich af in twee verschillende series, Cheers en Frasier).
Van 1955 tot 1961 was Gunsmoke een half uur durend programma, daarna werd het een uurdurend programma. Van 1955 tot 1965 werd de serie uitgezonden in zwart-wit, daarna (van 1965 tot 1975) in kleur. In het begin van de jaren zestig werden oudere afleveringen van de serie opnieuw uitgezonden onder de titel Marshal Dillon.
In 1967, het twaalfde seizoen, besloot CBS te stoppen met de serie. De overweldigende hoeveelheid reacties, waarbij het zelfs in het Congres werd genoemd, samen met de druk die het hoofd van de programmering ondervond door zijn eigen vrouw, werd CBS toch overtuigd om de serie door te zetten. De uitzending werd verschoven van zaterdag naar maandagavond.
In 1987 kwam een groot deel van de oorspronkelijke acteurs samen voor de televisiefilm Gunsmoke: Return to Dodge, die in Alberta (Canada) werd gefilmd. Dit werd een groot succes en leidde tot nog vier reüniefilms, die in de VS werden opgenomen: Gunsmoke: The Last Apache (1990), Gunsmoke: To the Last Man (1992), Gunsmoke: The Long Ride (1993), en Gunsmoke: One Man's Justice (1994). De serie was ook de inspiratiebron voor het videopel Gunsmoke.

## Acteurs
| Acteur            | Personage                                              |
| ----------------- | ------------------------------------------------------ |
| James Arness      | Marshal Matt Dillon                                    |
| Amanda Blake      | "Miss Kitty" Russell (1955-1974)                       |
| Dennis Weaver     | Deputy Chester B. Goode (1955-1964)                    |
| Ken Curtis        | Deputy Festus Hagen (1964-1975)                        |
| Milburn Stone     | "Doc" - Doctor Galen Adams                             |
| Clem Fuller       | Clem (bartender; 1959-61)                              |
| Glenn Strange     | Sam (bartender; 1961-73)                               |
| Rudy Sooter       | Rudy (bartender; 1965-67)                              |
| Robert Brubaker   | Floyd (bartender; 1974-75)                             |
| Burt Reynolds     | Quint Asper (blacksmith; 1962-1965)                    |
| Roger Ewing       | "Thad" - Deputy Clayton Thaddeus Greenwood (1965-1967) |
| Buck Taylor       | Newly O'Brien (gunsmith; 1967-1975)                    |
| Dabbs Greer       | Wilbur Jonas (storekeeper, 1955-63)                    |
| Howard Culver     | Howie Uzzell (hotel clerk, 1955-75)                    |
| George Selk       | Moss Grimmick (stableman; 1955-63)                     |
| Robert Brubaker   | Jim Buck (stagecoach driver; 1957-62)                  |
| James Nusser      | Louie Pheeters (town drunk; 1961-70)                   |
| Sarah Selby       | Ma Smalley (boardinghouse owner; 1961-72)              |
| Hank Patterson    | Hank Miller (stableman; 1963-75)                       |
| Roy Roberts       | Mr. Bodkin (banker; 1963-70)                           |
| Charles Seel      | Barney Danches (telegraph agent; 1965-74)              |
| Roy Barcroft      | Roy (townsperson; 1965-69)                             |
| Charles Wagenheim | Halligan (rancher; 1966-75)                            |
| Woody Chambliss   | Mr. Lathrop (storekeeper; 1966-75)                     |
| Ted Jordan        | Nathan Burke (freight agent; 1966-75)                  |
| Kelton Garwood    | Percy Crump (undertaker; 1968-72)                      |
| Tom Brown         | Ed O'Connor (rancher; 1968-72)                         |
| Herb Vigran       | Judge Brooker (1970-75)                                |
| Pat Hingle        | Dr. John Chapman (1971)                                |
| Fran Ryan         | Miss Hannah (saloon owner; 1974-75)                    |

## Bron
- John Dunning, On The Air: The Encyclopedia of Old-Time Radio, Oxford University Press, 1998, ISBN 0-19-507678-8